# Ялин, Пётр Павлович
Пётр Павлович Ялин (1925 — 2009) — советский передовик производства в сельском хозяйстве. Герой Социалистического Труда (1971).

## Биография
Родился 16 мая 1925 года в селе Слизнево ныне Арзамасского района Нижегородской области в крестьянской семье.
После окончания семи классов сельской школы работал в колхозе «Привет» Арзамасского района.
В 1944 году был призван в ряды РККА — служил механиком-водителем танка в танковых частях на Дальнем Востоке, но вскоре по состоянию здоровья был комиссован.
После демобилизации вернулся в родное село и стал работать бригадиром полеводческой бригады колхоза «Красный пахарь» Арзамасского района.
8 апреля 1971 года Указом Президиума Верховного Совета СССР «за отличие в труде» П. П. Ялин был награждён Орденом Октябрьской революции.
11 декабря 1973 года  Указом Президиума Верховного Совета СССР «за проявленную трудовую доблесть в выполнении принятых обязательств по увеличению производства и продажи государству зерна и других продуктов земледелия» Пётр Павлович Ялин был удостоен звания Героя Социалистического Труда с вручением Ордена Ленина и золотой медали «Серп и Молот».
В 1978 году возглавил Слизневскую молочно-товарную ферму крупного рогатого скота колхоза «Красный пахарь» Арзамасского района, которая в течение многих лет занимала передовые позиции в районе по надоям молока и привесам молодняка. Был активным участником ВДНХ СССР, за участие в которых награждался медалями ВДНХ.
Помимо основной деятельности избирался депутатом Слизневского сельского Совета депутатов трудящихся.
Жил в селе Слизнево. Скончался 13 августа 2009 года, похоронен на кладбище села Слизнево.

## Награды
- Медаль «Серп и Молот» (11.12.1973)
- Орден Ленина (11.12.1973)
- Орден Октябрьской революции (8.04.1971)
- Медали ВДНХ (золотая и серебряная)